# Caldo siete mares
El caldo de siete mares, también llamado caldo de mariscos, es la versión mexicana del estofado de pescado, popular en las regiones costeras de México. Se hace típicamente con pollo, jitomate, caldo de pescado o marisco hecho con ingredientes frescos, y como otras sopas mexicanas, se cuece rápidamente en un caldo claro.